# 포천군·가평군·연천군
포천군·가평군·연천군은 대한민국의 옛 국회의원 선거구이다. 당시 경기도 포천군, 가평군, 연천군 지역을 관할했다.

## 역사
제6대 국회의원 선거를 앞두고 포천군, 가평군, 연천군 선거구가 통합되면서 신설되었다.
제9대 국회의원 선거를 앞두고 양평군 지역을 편입하여 연천군·포천군·가평군·양평군 선거구를 형성하게 되면서 폐지되었다.

## 역대 국회의원
| 선거   | 정당 | 정당       | 의원   |
| ------ | ---- | ---------- | ------ |
| 1963년 |      | 민주당     | 홍익표 |
| 1967년 |      | 민주공화당 | 오치성 |
| 1971년 |      | 민주공화당 | 오치성 |

## 역대 선거 결과

### 대한민국 제6대 국회의원 선거
|  | 30.32% |

|  | 25.93% |

|  | 17.56% |

|  | 12.38% |

|  | 9.34% |

|  | 2.68% |

|  | 1.76% |

### 대한민국 제7대 국회의원 선거
|  | 66.71% |

|  | 28.48% |

|  | 1.74% |

|  | 1.54% |

|  | 1.50% |

### 대한민국 제8대 국회의원 선거
|  | 79.95% |

|  | 19.24% |

|  | 0.80% |